# Úslava
De Úslava (Duits: Uslawa, vroeger ook Amselbach) is een 96,26 kilometer lange zijrivier van de Berounka in Tsjechië.
Ze ontspringt in het zuiden van Tsjechië, in de uitlopers van het Bohemer Woud. In de stad Pilsen mondt de rivier uit in de Berounka.